# Landkreis Stadtsteinach
Der Landkreis Stadtsteinach gehörte zum bayerischen Regierungsbezirk Oberfranken. Vor dem Beginn der bayerischen Gebietsreform am Anfang der 1970er Jahre gehörten dem Landkreis 34 Gemeinden an.

## Geographie

### Wichtige Orte
Die einwohnerstärksten Orte waren Stadtsteinach, Marktleugast, Grafengehaig, Presseck und Kupferberg.

### Nachbarkreise
Der Landkreis grenzte 1972 im Nordwesten beginnend im Uhrzeigersinn an die Landkreise Kronach, Naila, Münchberg und Kulmbach sowie an die kreisfreie Stadt Kulmbach.

## Geschichte

### Bezirksamt
Das Bezirksamt Stadtsteinach folgte im Jahr 1862 dem flächengleichen Landgericht älterer Ordnung Stadtsteinach.
Anlässlich der Reform des Zuschnitts der bayerischen Bezirksämter trat das Bezirksamt Stadtsteinach am 1. Januar 1880 Gemeinden an das Bezirksamt Kronach ab.

### Landkreis
Am 1. Januar 1939 wurde die Bezeichnung Landkreis eingeführt. So wurde aus dem Bezirksamt der Landkreis Stadtsteinach.
Am 1. Juli 1972 wurde der Landkreis Stadtsteinach im Zuge der Gebietsreform in Bayern aufgelöst und größtenteils dem Landkreis Kulmbach zugeschlagen. Der Markt Seibelsdorf fiel an den Landkreis Kronach und schloss sich dort mit den Gemeinden Unterrodach, Oberrodach, Großvichtach und Zeyern zum Markt Marktrodach zusammen.
Von den Gemeinden des Altkreises Stadtsteinach wechselte die Gemeinde Gössersdorf am 1. Juli 1976 aus dem Landkreis Kulmbach in den Landkreis Kronach und wurde dort ein Gemeindeteil von Weißenbrunn. Der Markt Enchenreuth und die Gemeinde Gösmes wechselten am 1. Januar 1977 aus dem Landkreis Kulmbach in den Landkreis Hof und wurden Gemeindeteile der Stadt Helmbrechts.

## Einwohnerentwicklung
| Jahr | Einwohner | Quelle |
| ---- | --------- | ------ |
| 1864 | 19.148    | [ 6 ]  |
| 1885 | 19.105    | [ 7 ]  |
| 1900 | 17.329    | [ 8 ]  |
| 1910 | 16.896    | [ 8 ]  |
| 1925 | 16.756    | [ 9 ]  |
| 1939 | 16.234    | [ 10 ] |
| 1950 | 22.767    | [ 11 ] |
| 1960 | 20.400    | [ 12 ] |
| 1971 | 20.200    | [ 13 ] |

## Bezirksamtsvorstände (bis 1938) und Landräte (ab 1939)
- 1909–1913: Eduard Nortz
- 1913–1919: Wunibald Löhe
- 1919–1929: Hermann Woesch
- 1930–1934: Fritz Meyer
- 1934–1939/1942: Rudolf Storck
- 1942: Hanns von Hofer mit der Führung beauftragt
- ab 1943 vakant
- 1945–1946: Siegmund Liebental
- 1946– : Wilhelm Hintzen
- 1952–1957: Karl Theodor Freiherr zu Guttenberg (CSU)
- 1957–1972: Hans Köstner (CSU)

## Gemeinden
Dem Landkreis gehörten bis zum Beginn der bayerischen Gebietsreform 34 Gemeinden an:

Landkreis Stadtsteinach, Gemeindegrenzenkarte von 1961

| - Enchenreuth, Markt - Eppenreuth - Gösmes - Gössersdorf - Grafengehaig, Markt - Grünlas - Guttenberg - Heinersreuth - Hohenberg - Horbach - Köstenberg - Kupferberg, Stadt | - Ludwigschorgast, Markt - Marienweiher - Marktleugast, Markt - Neuensorg - Presseck, Markt - Rappetenreuth - Reichenbach - Rugendorf - Schlackenreuth - Schlockenau - Schwand - Seibelsdorf, Markt | - Stadtsteinach, Stadt - Traindorf - Triebenreuth - Untersteinach - Vogtendorf - Walberngrün - Wartenfels, Markt - Weidmes - Wildenstein - Zaubach |

## Kfz-Kennzeichen
Am 1. Juli 1956 wurde dem Landkreis bei der Einführung der bis heute gültigen Kfz-Kennzeichen das Unterscheidungszeichen SAN zugewiesen. Es wurde bis zum 30. April 1973 ausgegeben. Seit dem 10. Juli 2013 ist es im Rahmen der Kennzeichenliberalisierung wieder in den Landkreisen Kronach und Kulmbach, seit dem 4. August 2014 auch im Landkreis Hof erhältlich.